# Roberto Suárez Gómez
Artikeln följer den spanska namnseden; faderns efternamn är Suárez och moderns efternamn Gómez.
Roberto Suárez Gómez, gick under smeknamnet El rey de la cocaína (svenska: Kungen av kokain), född 8 januari 1932 i Santa Ana del Yacuma i Beni, död 20 juli 2000 i Santa Cruz de la Sierra i Santa Cruz, var en boliviansk knarkkung. Han grundade och ledde brottssyndikatet La Corporación, som var en viktig samarbetspartner med den colombianske knarkkungen Pablo Escobar och dennes Medellínkartellen. Suárez Gómez nådde sin kulmen runt decennieskiftet för 1980, det var då han ansågs vara världens största producent av kokain och tjänade årligen uppemot 400 miljoner amerikanska dollar. I maj 1984 hävdade den kanadensiska tidskriften MacLeans att Suárez Gómez ansvarade för minst en tredje del av all insmugglad kokain till USA. Den amerikanska narkotikapolisen United States Drug Enforcement Administration (DEA) uppskattade att han och hans drogkartell sålde upp till 500 kilogram kokain per vecka till ett värde av 25 000–45 000 dollar i Miami i Florida.
Han var finansiären bakom 1980 års statskupp i Bolivia, där den sittande temporära presidenten Lidia Gueiler Tejada avsattes med våld i förmån av Luis García Meza Tejada. Statskuppen var också hemligt understödd av Argentinas militärjunta. Meza Tejada tillsatte omgående Suárez Gómezs kusin Luis Arce Gómez som inrikesminister, vilket gjorde att bolivianska drogkarteller, däribland Suárez Gómezs egna, fick politiskt beskydd och Arce Goméz fick smeknamnet El ministro de la cocaína (svenska: Kokainministern).
På tidigt 1980-tal hade den tyske nazisten och krigsförbrytaren Klaus Barbie kommit i kontakt med Suárez Gómez och ett nära samarbete etablerades. Suárez Gómez använde Barbie som bland annat en mellanhand när Suárez Gómez ville muta individer inom den bolivianska militären.
År 1982 blev Suárez Gómez son Roberto Suárez Levy arresterad av polis i Schweiz för förfalskade legitimationshandlingar och utlämnades till USA för att ställas inför domstol i Miami. Súarez Gómez skickade då ett brev till USA:s 40:e president Ronald Reagan (R) om att han skulle lämna över sig till rättvisan om USA släppte sonen och betalade av Bolivias hela utlandsskuld på 3,8 miljarder dollar. DEA hävdade samtidigt att i maj 1980 hade sonen varit närvarande vid en narkotikaaffär, arrangerad av DEA i brottsprovokationssyfte, på ett flygfält i Bolivia och där cirka 387 kilogram (854 pund) kokain fördes över till ett flygplan som tillhörde DEA. Året efter frikändes dock sonen men sköts till döds av boliviansk polis i mars 1990.
På mitten av 1980-talet dömdes Suárez Gómez till 15 års fängelse in absentia av en boliviansk domstol. I juli 1988 kunde boliviansk polis lokalisera och arrestera Suárez Gómez. USA ville ha honom utlämnad för att stå inför amerikansk domstol men blev nekad av Bolivias inrikesminister Juan Carlos Durán eftersom det redan fanns en gällande dom mot Suárez Gómez och som skulle avtjänas i Bolivia. År 1996 släpptes han i förtid och den 20 juli 2000 avled Suárez Gómez av en hjärtinfarkt i Santa Cruz de la Sierra.
Suárez Gómez var förebilden till den fiktiva karaktären och knarkkungen Alejandro Sosa (spelad av Paul Shenar) i Brian De Palmas film Scarface från 1983.